# Zooey Deschanel
Zooey Claire Deschanel (AFI: [ˈzoʊ.iː klɛə(ɹ) deɪʃəˈnɛl]; Los Angeles, 17 gennaio 1980) è un'attrice e cantante statunitense.

## Biografia
Di origini franco-irlandesi, Zooey Deschanel è figlia del direttore della fotografia Caleb Deschanel e dell'attrice Mary Jo Deschanel; ha una sorella maggiore, Emily, anche lei attrice. Le è stato dato il nome del personaggio maschile del romanzo di J. D. Salinger Franny e Zooey. Studia recitazione presso la Crossroads School di Santa Monica e successivamente frequenta la Northwestern University, abbandonando però gli studi dopo solo sette mesi per intraprendere definitivamente la carriera di attrice.

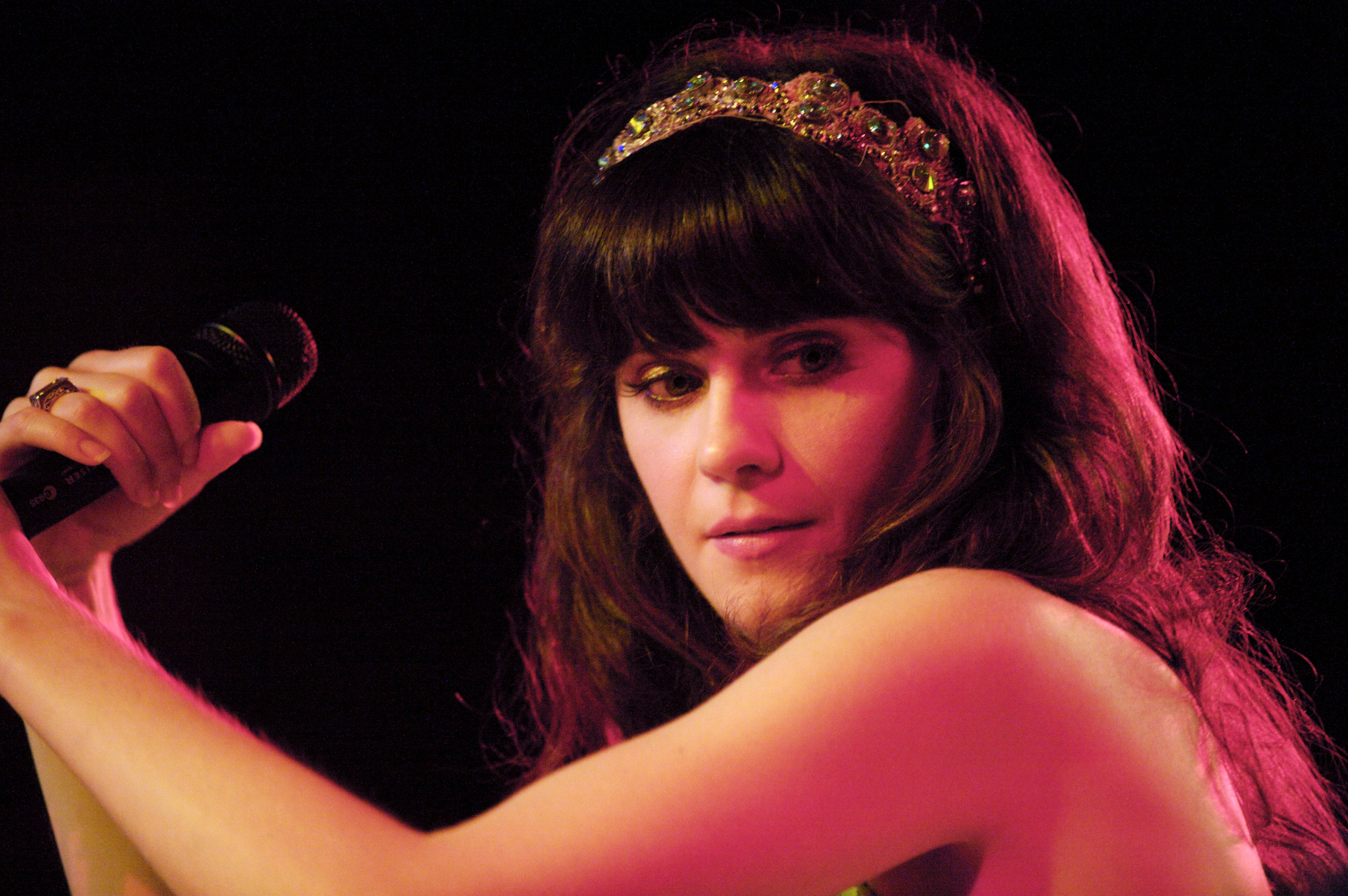
Zooey Deschanel dal vivo nel 2008

I primi approcci con il mondo dello spettacolo li ha partecipando ad alcuni videoclip, debuttando poi nel 1999 nel film Mumford. Nel 2000 interpreta la sorella ribelle di Patrick Fugit in Quasi famosi di Cameron Crowe, per poi apparire al fianco di Katie Holmes in Abandon - Misteriosi omicidi, Big Trouble - Una valigia piena di guai e Un ragazzo tutto nuovo, dove si fa notare anche per le sue doti canore. Successivamente interpreta Tricia McMillan nella pellicola Guida galattica per autostoppisti ed è l'amica strampalata di Sarah Jessica Parker nella commedia sentimentale A casa con i suoi. Nel 2006 prende parte a quattro episodi della serie televisiva Weeds, interpretando l'amica un po' matta di zio Andy inseguita da un cacciatore di taglie canadese, e al film Un ponte per Terabithia.
Nel 2007 recita in L'assassinio di Jesse James per mano del codardo Robert Ford, in seguito è co-protagonista al fianco di Mark Wahlberg in E venne il giorno del regista M. Night Shyamalan. Nel dicembre 2008 partecipa al film Yes Man affiancando Jim Carrey. Nel 2009 partecipa con il suo amico Joseph Gordon-Levitt alla commedia romantica (500) giorni insieme che, nonostante una partenza in sordina, sbanca i botteghini grazie ad un forte passaparola. Nello stesso anno ha interpretato Margaret Whitesell nell'episodio Babbo Natale e la bomba nella serie televisiva Bones, di cui la sorella Emily è la protagonista. Dal 2011 al 2018 è la protagonista della pluripremiata serie televisiva New Girl, per la quale ottiene tre nomination ai Golden Globe per la miglior attrice in una serie commedia o musicale.
Nel 2007 Zooey fonda, assieme al cantante statunitense M. Ward, il duo She & Him. L'attrice e Ward si erano conosciuti per la prima volta nel 2007 sul set del film American Sunshine, per lavorare alla cover di una brano di Richard e Linda Thompson, che il regista chiese ai due di cantare durante i titoli di coda del film ora citato. Così, nacque la proficua collaborazione tra i due, all'inizio svolta solamente per e-mail (mentre Zooey abitava a Los Angeles, California, Ward viveva nell'Oregon), che li ha portati il 18 marzo 2008 a pubblicare il loro primo album intitolato Volume One.
Zooey ha cantato alcuni brani per il film Elf - Un elfo di nome Buddy e ha composto al pianoforte Bittersuite, tema del film Winter Passing. Oltre a cantare Zooey suona il pianoforte e l'ukulele.
Il 27 marzo 2010 è uscito il secondo album di She & Him: Volume Two che, dopo Volume one, presenta altre 13 tracce inedite. Nel 2011 è uscito l'album natalizio A Very She & Him Christmas. Nel 2013 è uscito il terzo album del duo, con il nome Volume 3, mantenendo il trend dei due precedenti album di inediti del duo.
Nel 2014 Zooey e M.Ward hanno pubblicato un album di cover, Classics, su etichetta Columbia Records, che offre tredici cover di altrettante canzoni di successo, fra le quali Stars fell on Alabama, She e We'll meet again. Il 28 ottobre 2016 è uscito un loro secondo album natalizio, Christmas Party.

## Vita privata
Zooey è appassionata di jazz, filosofia, moda e fotografia. Le è stata diagnosticato un disturbo da deficit di attenzione/iperattività.
Il 28 dicembre 2008 Zooey ha annunciato il suo fidanzamento con Ben Gibbard, il cantante del gruppo indie Death Cab for Cutie, che ha poi sposato il 19 settembre 2009. Il 1º novembre 2011, dopo 2 anni di matrimonio, annunciano la loro separazione consensuale; il 12 dicembre 2012 divorziano definitivamente.
Dal 2012 al 2014 è stata legata sentimentalmente allo sceneggiatore Jamie Linden.
Nell'agosto 2014 si è legata al produttore cinematografico Jacob Pechenik, anche produttore del film del 2015 di Barry Levinson Rock the Kasbah, avente fra gli attori protagonisti la stessa Zooey. I due si sono sposati il 21 giugno 2015. Il mese successivo è nata la loro primogenita, Elsie Otter Pechenik. Sempre nel 2015 Zooey, che sempre si era definita agnostica, ha annunciato di essersi convertita all'ebraismo, "per amore verso il marito, Jacob Pechenik", anch'egli ebreo, e non per una particolare vocazione religiosa. Nel maggio 2017, la Deschanel e il marito hanno avuto il loro secondogenito, Charlie Wolf.
Il 7 settembre 2019, dopo 4 anni di matrimonio con Jacob Pechenik, i due si sono separati consensualmente. In seguito si è legata al co-conduttore Jonathan Silver Scott che, con suo fratello gemello Drew, è protagonista di Fratelli in affari.

## Filmografia

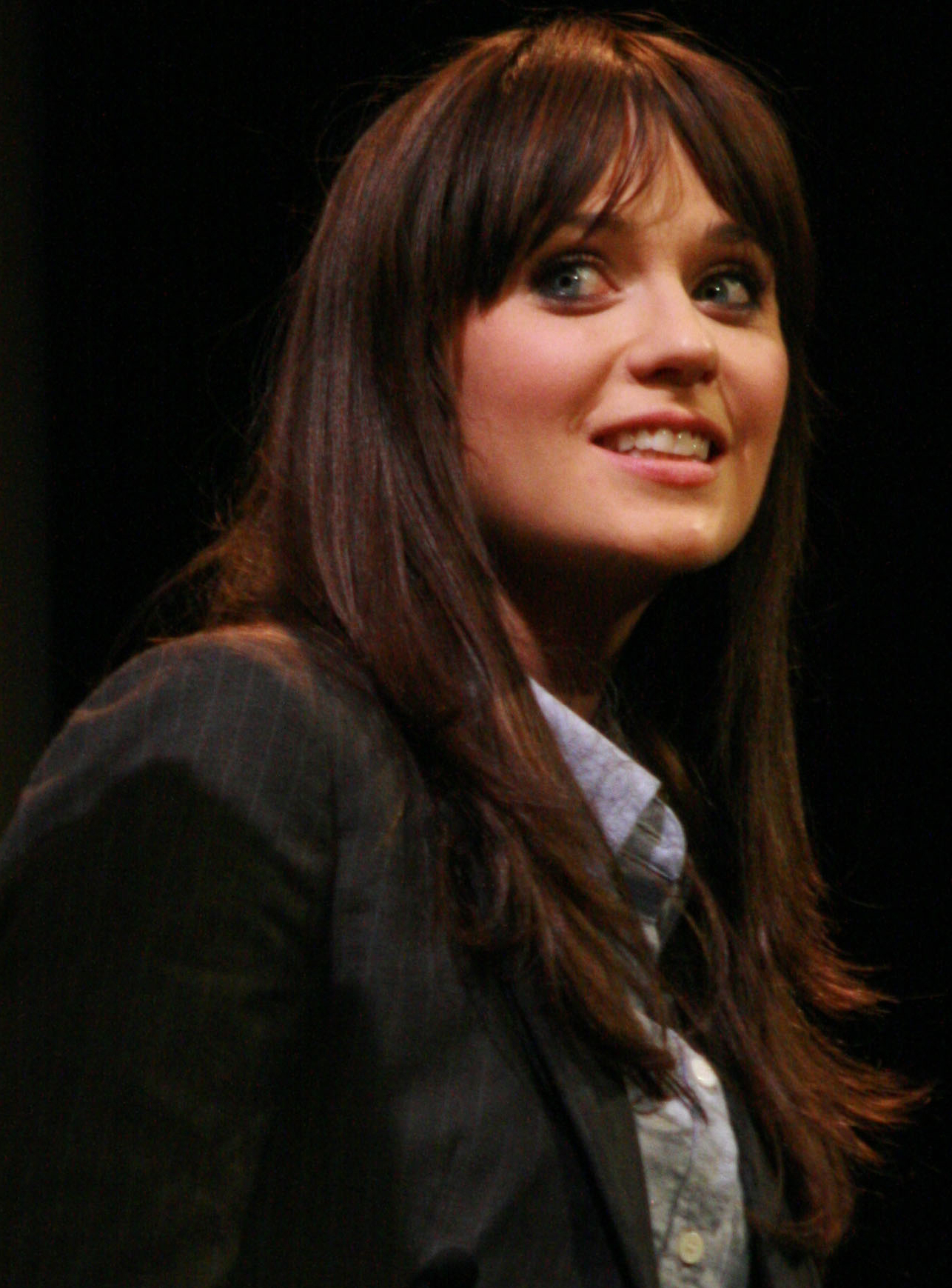
Zooey Deschanel alla prima di (500) giorni insieme (2009)

### Attrice

#### Cinema
- Mumford, regia di Lawrence Kasdan (1999)
- Quasi famosi (Almost Famous), regia di Cameron Crowe (2000)
- Manic, regia di Jordan Melamed (2001)
- Un ragazzo tutto nuovo (The New Guy), regia di Ed Decter (2002)
- Big Trouble - Una valigia piena di guai (Big Trouble), regia di Barry Sonnenfeld (2002)
- The Good Girl, regia di Miguel Arteta (2002)
- Abandon - Misteriosi omicidi (Abandon), regia di Stephen Gaghan (2002)
- Elf - Un elfo di nome Buddy (Elf), regia di Jon Favreau (2003)
- All the Real Girls, regia di David Gordon Green (2003)
- Eulogy, regia di Michael Clancy (2004)
- Winter Passing, regia di Adam Rapp (2005)
- Guida galattica per autostoppisti (The Hitchhiker's Guide to the Galaxy), regia di Garth Jennings (2005)
- A casa con i suoi (Failure to Launch), regia di Tom Dey (2006)
- Un ponte per Terabithia (Bridge to Terabithia), regia di Gábor Csupó (2007)
- L'assassinio di Jesse James per mano del codardo Robert Ford (The Assassination of Jesse James by the Coward Robert Ford), regia di Andrew Dominik (2007)
- American Sunshine (The Go-Getter), regia di Martin Hynes (2007)
- Flakes, regia di Michael Lehmann (2007)
- E venne il giorno (The Happening), regia di M. Night Shyamalan (2008)
- Gigantic, regia di Matt Aselton (2008)
- Yes Man, regia di Peyton Reed (2008)
- (500) giorni insieme ((500) Days of Summer), regia di Marc Webb (2009)
- Sua Maestà (Your Highness), regia di David Gordon Green (2011)
- Quell'idiota di nostro fratello (Our Idiot Brother), regia di Jesse Peretz (2011)
- Rock the Kasbah, regia di Barry Levinson (2015)
- Niente cambia, tutto cambia (The Driftless Area), regia di Zachary Sluser (2015)
- Il magico mondo di Harold (Harold and the Purple Crayon), regia di Carlos Saldanha (2024)

#### Televisione
- C'era una volta una principessa (Once Upon a Mattress) – film TV (2005)
- Weeds – serie TV, 4 episodi (2006-2007)
- Ritorno al mondo di Oz (Tin Man), regia di Nick Willing – miniserie TV, 3 episodi (2007)
- Bones – serie TV, episodio 5x10 (2009)
- New Girl – serie TV, 146 episodi (2011-2018)
- Brooklyn Nine-Nine – serie TV, episodio 4x04 (2016)

#### Videoclip
- She's Got Issues di The Offspring (1998)
- Not the End of the World di Katy Perry (2020)

### Doppiatrice
- Surf's Up - I re delle onde (Surf's Up), regia di Ash Brannon e Chris Buck (2007)
- I Simpson (The Simpsons) – serie animata, 3 episodi (2008-2013)
- Trolls, regia di Mike Mitchell e Walt Dohrn (2016)
- Trolls 3 - Tutti insieme (Trolls Band Together), regia di Walt Dohrn (2023)

## Discografia

### Discografia solista

#### Colonne sonore
- 2008 - Yes Man (con Eels, Munchausen By Proxy e Von Iva)

#### Singoli
- 2003 - Baby It's Cold Outside (Music From The Major Motion Picture 'Elf') (con Leon Redbone)
- 2009 - Fabric Of My Life
- 2011 - Hey Girl (Theme From "New Girl")
- 2014 - Fallinlove2nite (con Prince)

#### Collaborazioni
- 2008 - Jenny Lewis Acid Tongue
- 2009 - M. Ward Hold Time (Merge Records/4AD, CD, LP)
- 2010 - Tired Pony The Place We Ran From, con i brani Get on the Road e Point Me at Lost Islands

#### Partecipazioni
- 2003 - AA.VV. Elf - Music From The Major Motion Picture, con il brano Baby, It's Cold Outside (con Leon Redbone)
- 2009 - AA.VV. (Listen To Me) Buddy Holly, con il brano It's So Easy
- 2011 - AA.VV. Winnie the Pooh
- 2011 - AA.VV. Your Highness "The Greatest Most Beautiful Love Song in All the Land" (con James Franco)

### Discografia con She & Him

#### Album in studio
- 2008 - Volume One (Merge Records)
- 2010 - Volume Two (Merge Records)
- 2011 - A Very She & Him Christmas (Merge Records)
- 2013 - Volume 3 (Merge Records)
- 2014 - Classics (Columbia Records)
- 2016 - Christmas Party (Columbia Records)
- 2022 - Melt Away: A Tribute to Brian Wilson

#### Singoli
- 2008 - Why Do You Let Me Stay Here? (Merge Records)
- 2009 - Have Yourself A Merry Little Christmas
- 2010 - Thieves
- 2010 - In the Sun (Merge Records)
- 2013 - Never Wanted Your Love (Merge Records)

#### Partecipazioni
- 2009 - AA.VV. (500) Days Of Summer (Music From The Motion Picture), con il brano Please, Please, Please, Let Me Get What I Want

## Riconoscimenti (parziale)
- Golden Globe
  - 2012 - Candidatura come miglior attrice in una serie commedia o musicale per New Girl
  - 2013 - Candidatura come miglior attrice in una serie commedia o musicale per New Girl
  - 2014 - Candidatura come miglior attrice in una serie commedia o musicale per New Girl
- Critics Choice Television Awards
  - 2012 - Miglior attrice in una serie televisiva commedia per l'episodio Parks and Recreation della serie televisiva New Girl (condiviso con Amy Poehler)
  - 2013 - Candidatura come miglior attrice in una serie televisiva commedia per New Girl
- Festival internazionale del cinema di Mar del Plata
  - 2003 - Miglior attrice per All the Real Girls
- Grammy Award
  - 2012 - Candidatura come miglior canzone appositamente scritta per un film o la televisione per So Long in Winnie The Pooh
- Primetime Emmy Awards
  - 2012 - Candidatura come miglior attrice protagonista in una serie comica per il ruolo di Jessica Day in New Girl

## Doppiatrici italiane
Nelle versioni in italiano dei suoi lavori, Zooey Deschanel è stata doppiata da:
- Chiara Gioncardi in American Sunshine, Yes Man, (500) giorni insieme, Quell'idiota di nostro fratello, Rock the Kasbah
- Perla Liberatori in Winter Passing, Weeds, Un ponte per Terabithia, Il magico mondo di Harold
- Myriam Catania in Big Trouble - Una valigia piena di guai, Sua Maestà
- Francesca Manicone in The Good Girl, Ritorno al mondo di Oz
- Rossella Acerbo in Elf - Un elfo di nome Buddy, A casa con i suoi
- Federica De Bortoli in Guida galattica per autostoppisti, C'era una volta una principessa
- Laura Lenghi in Mumford
- Eleonora De Angelis in Quasi famosi
- Antonella Baldini in E venne il giorno
- Cristina Aubry in Un ragazzo tutto nuovo
- Silvia Tognoloni in Abandon - Misteriosi omicidi
- Alessia Amendola in New Girl

Da doppiatrice è sostituita da:
- Francesca Manicone in Trolls (voce), Trolls 3 - Tutti insieme
- Antonella Baldini ne I Simpson
- Laura Cosenza in Surf's Up - I re delle onde
- Carlotta Centanni in Trolls (canto)